# Adulària
L'adulària és una varietat de feldespat potàssic, concretament una varietat ordenada de baixa temperatura de l'ortosa o parcialment desordenada de la microclina. Cada localitat nova que es presenta s'ha d'estudiar ben estudiada, ja que la seva estructura és molt semblant a la de l'ortosa i la microclina. Normalment es forma en contexts d'orogènia alpina. Va ser anomenada l'any 1780 per Ermenegildo Pini en honor de la seva localitat tipus, al Massís d'Adularia, a Suïssa. L'adulària pot presentar inclusions d'altres minerals, com ara clorita, hematites, rútil i actinolita entre d'altres.